# Hornia minutipennis
Hornia minutipennis är en skalbaggsart som beskrevs av Riley 1877. Hornia minutipennis ingår i släktet Hornia och familjen oljebaggar. Inga underarter finns listade i Catalogue of Life.